# Изобретение Мореля
«Изобретение Мореля» (La invención de Morel) — робинзонада Биой Касареса с элементами научной фантастики, которая была опубликована в 1940 г. под обложкой Норы Борхес и с посвящением её брату Хорхе Луису Борхесу.
Повесть дважды экранизировалась — в 1967 году французами и в 1974 году итальянцами (главную роль исполнила Анна Карина).

## Сюжет

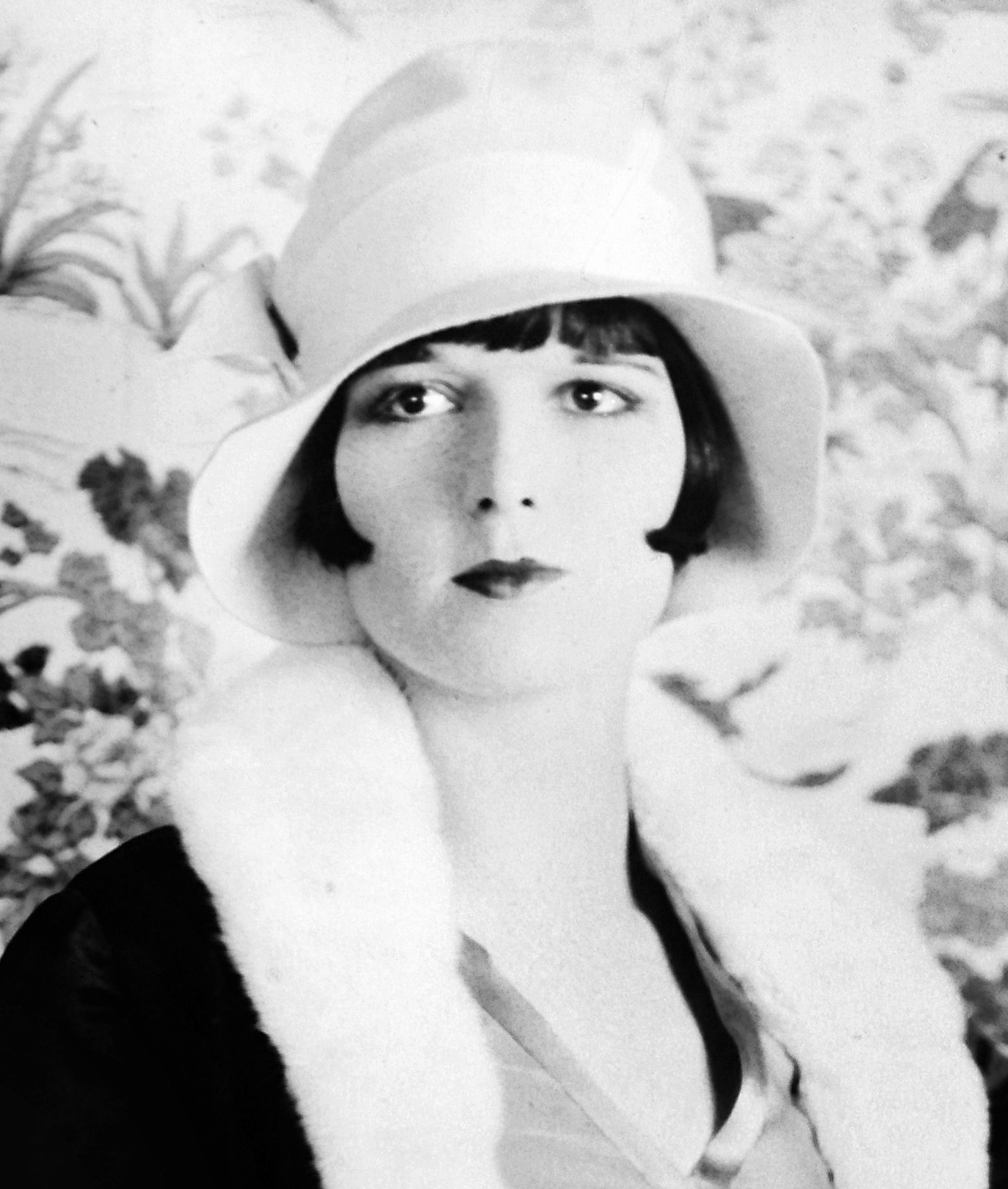
Биой Касарес признавался, что образ Фаустины вдохновлён кумиром его отрочества — киноактрисой Луизой Брукс

Некий венесуэльский писатель у себя на родине приговорён к пожизненному заключению по политическим мотивам. Он находит убежище на необитаемом острове в Океании, где прежние посетители оставили после себя бассейн, музей и часовню. По слухам, кто бы ни попадал на этот остров — подхватывал странный, неизлечимый недуг. Писатель ведёт дневник, где записывает каждодневные происшествия, включая прибытие на остров группы туристов.
Поначалу встревоженный прибытием незнакомцев, повествователь постепенно понимает, что они не несут ему никакой опасности. Он влюбляется в девушку по имени Фаустина, за которой, кажется, ухаживает один из спутников — некий Морель. Даже когда повествователь осмеливается приблизиться к объекту своих желаний, Фаустина не обращает на него никакого внимания.
Солнце и месяц на таинственном острове начинают раздваиваться, заставляя героя ломать голову над тем, что же такое происходит вокруг него. Разгадка в следующем: его видения порождены изобретением Мореля, хитроумной машиной — это своего рода голографическое кино, виртуальная реальность, выбраться из которой не проще, чем из тюремной камеры, где должен находиться повествователь по замыслу его врагов.

## Значение
«Изобретение Мореля» — произведение Биой Касареса, переведённое на наибольшее количество языков, включая русский. Совершенство построения этой книги отмечали, среди прочих, Хорхе Луис Борхес и Октавио Пас. За пределами Латинской Америки книгу прославил фильм «Прошлым летом в Мариенбаде» (1961), сценарий которого Ален Роб-Грийе писал под впечатлением от чтения Биой Касареса. Отдельные мотивы повести фигурируют в «Солярисе» Станислава Лема, «Селин и Жюли» Жака Риветта и в телесериале «Остаться в живых» (повесть прямо упомянута в эпизоде «Яичный город»).